# Shenbakkam
Shenbakkam là một thị xã của quận Vellore thuộc bang Tamil Nadu, Ấn Độ.

## Nhân khẩu
Theo điều tra dân số năm 2001 của Ấn Độ, Shenbakkam có dân số 13.459 người. Phái nam chiếm 50% tổng số dân và phái nữ chiếm 50%. Shenbakkam có tỷ lệ 72% biết đọc biết viết, cao hơn tỷ lệ trung bình toàn quốc là 59,5%: tỷ lệ cho phái nam là 79%, và tỷ lệ cho phái nữ là 65%. Tại Shenbakkam, 12% dân số nhỏ hơn 6 tuổi.